# Cheimonophyllum
Cheimonophyllum là một chi nấm trong họ Cyphellaceae. Chi này phân bố rộng rãi này chứa ba loài.